# Mountrath
Mountrath es una localidad situada en el condado de Laois de la provincia de Leinster (República de Irlanda), con una población en 2016 de 1774 habitantes.
Se encuentra ubicada en el centro del país, en la cadena de las montañas Slieve Bloom.